# Jakob Jehle (Freskant)
Jakob Jehle (* unbekannt; † 2. Februar 1602 in Regensburg) war deutscher Freskant und Wandmaler. 
Jehle war Schüler von M. Sogerës in Würzburg. In München wird er 1580 als Meister fassbar. Er malte Bildnisse sowie historische und religiöse Darstellungen. In der Thalkirchener Kirche St. Maria befinden sich im Chor noch Reste seiner Malerei, die er 1595 und 1597 schuf. Weitere Arbeiten im Münchner Raum werden ihm zugeschrieben, darunter Arbeiten für Altäre in der St.-Michaels-Hofkirche ab 1583 und im Grottenhof und Antiquarium der Münchner Residenz. 